# Margaret Kipkemboi
Margaret Chelimo Kipkemboi (Nandi, 9 febbraio 1993) è una mezzofondista keniota, vincitrice della medaglia d'argento nei 5000 metri piani a Doha 2019.

## Palmarès
| Anno | Manifestazione           | Sede        | Evento                   | Risultato | Prestazione | Note                                     |
| ---- | ------------------------ | ----------- | ------------------------ | --------- | ----------- | ---------------------------------------- |
| 2015 | Giochi panafricani       | Brazzaville | 5000 m piani             | Oro       | 15'30"15    |                                          |
| 2016 | Campionati africani      | Durban      | 5000 m piani             | Argento   | 15'07"56    |                                          |
| 2017 | Mondiali                 | Londra      | 5000 m piani             | 5ª        | 14'48"74    |                                          |
| 2018 | Giochi del Commonwealth  | Gold Coast  | 5000 m piani             | Argento   | 15'15"28    |                                          |
| 2019 | Mondiali                 | Doha        | 5000 m piani             | Argento   | 14'27"49    | Miglior prestazione personale            |
| 2022 | Mondiali                 | Eugene      | 5000 m piani             | 4ª        | 14'47"71    | Miglior prestazione personale stagionale |
| 2022 | Mondiali                 | Eugene      | 10000 m piani            | Bronzo    | 30'10"07    | Miglior prestazione personale            |
| 2023 | Mondiali                 | Budapest    | 5000 m piani             | 4ª        | 14'56"62    |                                          |
| 2023 | Mondiali corsa su strada | Riga        | Mezza maratona           | Argento   | 1h07’26"    |                                          |
| 2023 | Mondiali corsa su strada | Riga        | Mezza maratona a squadre | Oro       |             |                                          |
| 2024 | Mondiali di cross        | Belgrado    | Corsa seniores           | Bronzo    | 31'09"      |                                          |
| 2024 | Mondiali di cross        | Belgrado    | A squadre                | Oro       | 10 p.       |                                          |
| 2024 | Giochi olimpici          | Parigi      | 5000 m piani             | 5ª        | 14'32"33    | Miglior prestazione personale stagionale |
| 2024 | Giochi olimpici          | Parigi      | 10000 m piani            | 4ª        | 30'44"58    |                                          |

## Campionati nazionali
2009
- 5ª ai campionati kenioti juniores, 800 m piani - 2'11"0 m

2012
- Bronzo ai campionati kenioti juniores, 800 m piani - 2'09"97
- Bronzo ai campionati kenioti juniores, 1500 m piani - 4'23"2 m

2014
- 9ª ai campionati kenioti, 5000 m piani - 16'02"19

2015
- Argento ai campionati kenioti, 5000 m piani - 15'28"6 m

2016
- Argento ai campionati kenioti, 5000 m piani - 15'32"1 m

2019
- 8ª ai campionati kenioti, 10000 m piani - 32'04"67

2022
- Argento ai campionati kenioti di corsa campestre - 34'02"

2024
- 5ª ai campionati kenioti di corsa campestre - 32'22"

## Altre competizioni internazionali
2017
- Argento alla BOclassic ( Bolzano), 5 km - 15'58"
- Oro al Cross de l'Acier ( Leffrinckoucke)

2019
- Oro agli FBK Games ( Hengelo), 5000 m piani - 14'37"22
- Oro alla BOclassic ( Bolzano), 5 km - 15'30"

2020
- Oro alla BOclassic ( Bolzano), 10 km - 30'43"

2021
- Bronzo ai Bislett Games ( Oslo), 5000 m piani - 14'28"24

2022
- 5ª alla Mezza maratona di Valencia ( Valencia) - 1h06'50"
- Oro alla Mezza maratona di Barcellona ( Barcellona) - 1h05'26"
- Argento al Weltklasse Zürich ( Zurigo), 5 km - 14'32"
- 5ª all'Athletissima ( Losanna), 3000 m piani - 8'29"05

2023
- Argento alla Mezza maratona di Lisbona ( Lisbona) - 1h05'50"
- 6ª al Meeting de Paris ( Parigi), 5000 m piani - 14'23"67
- Bronzo ai Bislett Games ( Oslo), 3000 m piani - 8'26"14
- Bronzo alla BOclassic ( Bolzano) - 15'49"
- Argento al Campaccio ( San Giorgio su Legnano) - 19'12"

2024
- Oro alla Mezza maratona di Copenaghen ( Copenaghen) - 1h05'11"
- 4ª al Prefontaine Classic ( Eugene), 10000 m piani - 29'27"59